# Conacul urban de pe strada Mitropolit Bănulescu-Bodoni, 53
Conacul urban de pe strada Mitropolit Bănulescu-Bodoni, 53 este un monument de arhitectură de însemnătate națională, introdus în Registrul monumentelor de istorie și cultură (nr. 259) a municipiului Chișinău, amplasat în Centrul istoric, pe str. Mitropolit Bănulescu-Bodoni, 53. 
Edificiul a fost ridicat pe baza unui imobil construit în 1834. La sf. secolului al XIX-lea au avut lucrările de înnoire a fațadelor, care au schimbat cardinal aspectul imobilui. Imobilul este alcătuit dintr-un etaj și a fost ridicat într-un plan dreptunghiular. Fațada principală este alcătuită din cinci ferestre și intrărea principală, amplasate lateral, în stânga, sub un portic din două coloane ale ordinului doric.